# ميك كلارك
ميك كلارك (بالإنجليزية: Mick Clarke)‏ (19 يونيو 1989 في جمهورية أيرلندا - ) هو لاعب كرة قدم أيرلندي في مركز الدفاع. لعب مع درودا يونايتد ونادي شيلبورن.

## وصلات خارجية
- ميك كلارك على موقع قاعدة بيانات كرة القدم.إي يو (الإنجليزية)